# Gmina zbiorowa Hesel
Gmina zbiorowa Hesel (niem. Samtgemeinde Hesel) – gmina zbiorowa położona w niemieckim kraju związkowym Dolna Saksonia, w powiecie Leer. Siedziba administracji gminy zbiorowej znajduje się w miejscowości Hesel.

## Podział administracyjny
Do gminy zbiorowej Hesel należy sześć gmin:
1. Brinkum
2. Firrel
3. Hesel
4. Holtland
5. Neukamperfehn
6. Schwerinsdorf